# らじお女子の「ラジオに恋して」
『らじお女子の「ラジオに恋して」』（らじおじょしのラジオにこいして）は、CBCラジオで放送されているラジオ番組。

## 概要
- 2022年3月まで放送された「私たちがらじお女子です!」に代わってスタートしたらじお女子の冠番組。
- アイドルニュースを取り上げたり、らじお女子以外の楽曲をオンエアするなど、2020年秋から2021年春まで担当していたゆるよる木曜と共通点が多い。

## パーソナリティ
- らじお女子
- 太廊

## 放送時間
月曜日21:45 - 22:00
- 2023年3月までは毎週月曜日 20:00 - 20:30／20:59 - 21:30であり、前半が第1部、後半が第2部であった[1][注 1]
- 第3回までは21:00スタート。2022年4月18日（第4回）より開始時刻を1分繰り上げ。
  - 延長した1分間のうち冒頭30秒は太廊を除くメンバーによる生トーク。21:00までの後半30秒はらじお女子メンバーが出演する当番組限定の時報[注 2]が流される。
- 第20回までは22:00終了、「SKE48坂本真凛のりんりんらじお」スタートに伴い第21回（2022年9月5日）より終了時刻を10分繰り上げ。
- 第24回からは『AKB48 Team8 今夜は帰らない』（2022年9月末終了）に代わる20時台前半の30分を第1部、従来の21時台を第2部とする形態に変更。また、第2部は21:30までに短縮される[注 3]。
- 2024年4月から9月までは月曜日21:45 - 22:00の放送に変更
- 2024年10月から放送時間が水曜日21:00 - 21:40に変更
- 2025年4月から放送時間が月曜日21:45 - 22:00に変更

## コーナー
- アイドルニューストピックス - 一週間の間に起こったアイドルに関するニュースから一つを取り上げてトーク。「CBCラジオ・ラッキーウィーク」以降はいわゆるコメントゲスト[注 4]の紹介枠とされることが多い。
- 中日新聞ニュース（21:25ごろ）

ニュース後には週替わりの企画を放送。地上波「私たちがらじお女子です!」でも行っていたメンバーによる対決企画に加え、番組第4回以降は「ラジオが好きなの」（後述）もラインナップされる。

### ラジオが好きなの
CBCラジオの人気番組の秘密をらじお女子メンバーが取材・報告する。タイトルはらじお女子の同名曲が由来。
- 第4回は初めてCBCラジオを飛び出して岡山・RSK山陽放送（RSKラジオ）の あもーれ!マッタリーノを放送当日に取材・報告した。

| 放送日  | 放送日 | レポーター | 取り上げた番組               |
| ------- | ------ | ---------- | ---------------------------- |
| 4月18日 | 第1回  | 小松吏穂   | つボイノリオの聞けば聞くほど |
| 5月23日 | 第2回  | 水野楓奈   | ドラ魂キング（金曜日）       |
| 6月27日 | 第3回  | 水野楓奈   | ドラ魂ナイト                 |
| 8月1日  | 第4回  | 小松吏穂   | あもーれ!マッタリーノ        |
| 8月8日  | 第5回  | 小松吏穂   | ライラと今夜もケバりまShow!! |

## 各回の出演者と企画
「私たちがらじお女子です!」地上波版では当時のリーダーがレギュラーで進行を務めていたが、当番組では週替わり・不定となっている。

### 第1回から第23回まで
| 放送日        | 放送日 | 出演メンバー                                                                          | ラジオに恋する80分前                             | メールテーマ                                 | 後半の企画                                                                      |
| ------------- | ------ | ------------------------------------------------------------------------------------- | ------------------------------------------------ | -------------------------------------------- | ------------------------------------------------------------------------------- |
| 2022年3月28日 | 第1回  | 小松吏穂・太田あかり・水野楓奈/南波星那・桜庭彩音・板野日菜詩/ 笠原ひかり（電話出演） |                                                  | 入学・入社の思い出                           | らじお女子他己紹介                                                              |
| 4月4日        | 第2回  | 水野楓奈・桜庭彩音・小菅玲菜                                                          |                                                  | 人見知りする？                               | 3人の声のお仕事を聞いてみよう                                                   |
| 11日          | 第3回  | おうやゆか・南波星那・水野楓奈                                                        |                                                  | 自分の趣味について周りに話してる？           | らじお女子アイドルクイズ女王決定戦                                              |
| 18日          | 第4回  | 小松吏穂・南波星那・水野楓奈                                                          |                                                  | 三重県について知ってること教えて             | ラジオが好きなの（1）                                                           |
| 25日          | 第5回  | 水野楓奈・板野日菜詩・小菅玲菜                                                        |                                                  | 先輩に教えて貰ったこと                       | もうすぐGW、気になっている彼からデートに誘ってもらえる萌えセリフ選手権          |
| 5月2日        | 第6回  | 南波星那・桜庭彩音・小菅玲菜                                                          |                                                  | 何で私だけ??                                 | 太廊先生にオタクの気持ちを教えてあげよう                                        |
| 9日           | 第7回  | 小松吏穂・おうやゆか・水野楓奈                                                        |                                                  | ゴールデンウィークのお土産話                 | 第2回らじお女子アイドルクイズ女王決定戦                                         |
| 16日          | 第8回  | 水野楓奈・桜庭彩音・小菅玲菜                                                          | ワンナイト人狼                                   | 自分史上最大の○○!!                           | らじお女子かわいい朗読会                                                        |
| 23日          | 第9回  | おうやゆか・水野楓奈・桜庭彩音                                                        | 第1回らじお女子買い物上手選手権                  | らじお女子5周年記念YouTube生配信の企画大募集 | ラジオが好きなの（2）                                                           |
| 6月6日        | 第10回 | 南波星那・水野楓奈/ 小松吏穂（リモート出演）                                          | ひやひや氷割りゲーム対決                         | この5年で変わった事                          | 小松家から出題!リモートで何の音でしょうか？クイズ                               |
| 13日          | 第11回 | 小松吏穂・南波星那・水野楓奈                                                          | ラジオに恋する80分前 視聴率調査                  | アナタのラッキーなエピソード                 | ラッキーウィーク特別企画                                                        |
| 20日          | 第12回 | 上田ちひろ・水野楓奈・小菅玲菜                                                        | 上田ちひろ卒業記念 パーソナルクイズ              | ドライブエピソード                           | コメントゲスト風男塾 モーニング娘インタビュー                                   |
| 27日          | 第13回 | 太田あかり・南波星那・桜庭彩音・水野楓奈                                              | ジェンガでトークリベンジ                         | こんなはずじゃなかったのにー!                | ラジオが好きなの（3）                                                           |
| 7月4日        |        | 桜庭彩音・水野楓奈・板野日菜詩                                                        | 6期生公演に恋する47時間前                        |                                              | ※本編休止で「ラジ恋80」のみ                                                     |
| 11日          | 第14回 | 南波星那・水野楓奈・板野日菜詩/ 小松吏穂（リモート）                                  | 第2回ひやひや氷割りゲーム対決                    | コンビニで買うもの                           | コメントゲスト・岩佐美咲 第2回小松家から出題!リモートで何の音でしょうか？クイズ |
| 18日          |        | 桜庭彩音・水野楓奈・板野日菜詩                                                        |                                                  |                                              | ※本編休止で「ラジ恋80」のみ                                                     |
| 25日          | 第15回 | おうやゆか・太田あかり・水野楓奈                                                      | Tシャツプレゼン対決                              | CBCラジオ夏まつりあるある                    | らじ女Tシャツ買いたくなる決め台詞                                               |
| 8月1日        | 第16回 | 小松吏穂・水野楓奈                                                                    | フリートーク                                     |                                              | 前半生ゲスト・超ときめき♡宣伝部 ラジオが好きなの（4）                           |
| 8日           | 第17回 | 小松吏穂・水野楓奈・板野日菜詩                                                        | 第3回ひやひや氷割りゲーム対決                    | 合宿の思い出                                 | ラジオが好きなの（5）                                                           |
| 15日          | 第18回 | 小松吏穂・水野楓奈                                                                    | 夏のスケジュールチェック                         | この夏成長したこと、変わったこと             | 生ゲスト・ukka                                                                  |
| 22日          | 第19回 | 水野楓奈/小松吏穂・南波星那                                                           | 1スタ生配信杮落とし記念第1回しりとり大縄跳び対決 | アナタのお茶の間のルール教えて!              | ゲスト・OCHA NORMA/田村侑久（BOYS AND MEN）                                     |
| 29日          | 第20回 | 小松吏穂・南波星那・水野楓奈                                                          | 第1回スピード対決                                | 夏のレポート教えて!                          | 第3回らじお女子アイドルクイズ女王決定戦                                         |
| 9月5日        | 第21回 | 小松吏穂・南波星那・水野楓奈                                                          | お絵描きリレー対決                               | 今だから言える事                             | ゲスト・久住みなみ                                                              |
| 12日          |        | 小松吏穂・南波星那・板野日菜詩・松浦凛                                                | フォトパーティーで遊んでみた                     |                                              | ※本編休止で「ラジ恋80」のみ                                                     |
| 19日          | 第22回 | 小松吏穂・南波星那/笠原ひかり                                                         | 南波星那留学前のラスト配信                       | 大喜利＆なんBar                              |                                                                                 |
| 26日          | 第23回 | 水野楓奈                                                                              | らじお女子のインスタのネタどうしよっか会議       | ラジ恋に期待すること                         |                                                                                 |

- 第11回はCBCラジオラッキーウィークの特別企画として、前半が野中美希・羽賀朱音（モーニング娘。'22）からのコメント、後半はゲストに本田仁美（AKB48）を迎えて行われた前日のstellaθ[注 13]定期公演内での公開録音の模様を放送した。
- 第12回は後半で前回コメントで出演したモーニング娘野中・羽賀に南波・太廊がインタビューした模様を放送。

## ラジオに恋する80分前
『ラジオに恋する80分前』は『らじお女子の「ラジオに恋して」』生放送の前に配信される配信番組。2022年5月9日にスタート。
- 配信は毎週月曜19:40頃スタートで、20時までの概ね20分程度。らじお女子公式YouTubeチャンネルから生配信される。
- 内容は、当日の「ラジ恋」放送内容の告知や週末に行われた定期公演の振り返り・感想などのフリートークに加えて、配信オリジナルの企画も用意。
- 初回（＃0）は、当日出演者のおうやゆかが毎日配信を継続しているSHOWROOMでの個人配信と並行して配信された。
- 2022年7月4日は特別編成のため本編は休止だったが、「らじお女子6期生の『6期生公演に恋する47時間前』」として、桜庭・水野・板野が出演し直前に迫った6期生の見所を語る内容で当番組の配信は行われた。
- 2022年7月18日は野球中継のため本編は休止だったが、前述の本編休止時同様に6期の3人が6期生公演を振り返りながらのトークが行われた。なお、通常より大幅に長時間となる約1時間の配信となった。
- 2022年9月12日は野球中継のため本編は休止だったが、CBC第1スタジオからの生配信を実施。なお本編には未登場のらじお女子7期生追加メンバー松浦凛が初出演した。